# Fritz Heinz Reimesch
Fritz Heinz Reimesch (n. 10 februarie 1892, Brașov - d.10 septembrie 1958, Bayreuth, Germania) a fost un scriitor și publicist german originar din Transilvania.
În 1922, Fritz Heinz Reimesch a publicat în revista Monatshefte un pamflet de 32 de pagini cu titlul Die deutschen Wolgakolonien (Coloniile germane de pe Volga) în care rezuma istoria coloniilor până în 1914, poziția lor inconsistentă în Primul Război Mondial, Revoluția bolșevică și efectele pe care le-au avut asupra lor comunismul și foametea din 1921-1922.
Fritz Heinz Reimesch a emigrat în Germania înainte de 1933. 
În calitatea sa de președinte al Comitetului de ajutorare (Hilfskomitee) din München, în data de 26 iunie 1949, alături de alți 23 de etnici germani plecați din România, Fritz Heinz Reimesch a înființat Asociația Sașilor Transilvăneni și a Șvabilor Bănățeni (Verband der Siebenbürger Sachsen und Banater Schwaben). 

## Scrieri
- Die deutschen Wolga Kolonien: Von ihrer Gründung bis zu den Tagen ihrer grössten Leidenszeit. Berlin: Verein der Wolgadeutschen E.V., 1922.
- Das Deutschtum in Grossrumänien, Berlin, 1926
- Deutsche Männer in Siebenbürgen, Leipzig, 1925
- Die Schuster-Revolution in Kronstadt, Berlin/Stuttgart, 1935
- Die Landnahme (Eine geschichtliche Erzählung aus der Zeit der Besiedlung Siebenbürgens) (O povestire istorică din vremea colonizării Transilvaniei), 1936
- Sachsenehre - Fünf geschichtliche Erzählungen aus Siebenbürgen, Grauverlag, Bayerische Ostmark, 1940, (nuvele)
- Die siebenbürgische Hochzeit (Ein abenteuerlicher Roman) (Un roman de aventuri), 1940
- Großer Strom Europas. Die Donau von Donaueschingen bis Sulina. (Marele curs de apă al Europei. Dunărea de la Donaueschingen până la Sulina) (su 236 fotografii și 66 desene de Ragimund Reimesch, Gauverlag, Bayerische Ostmark, 1942
- Es brennt in Texas. Ein abenteuerlicher Roman. Bayreuth, Gauverlag, 1944.
- Frundsberg findet heim, teatru